# Odontophorus capueira
La quaglia boschereccia alimacchiate  o colino alimacchiate (Odontophorus capueira (Spix, 1825)), è un uccello della famiglia Odontophoridae che vive in Sud America.

## Distribuzione e habitat
La quaglia boschereccia alimacchiate è diffusa nel est e sud est del Brasile, nell'estremo nordest dell'Argentina e nella parte est del Paraguay. Il suo habitat sono le foreste secche di pianura, incluse le foreste secondarie fino ad una altezza di 1600 m.